# Albina Mayorova
Albina Gennadjevna Mayorova-Ivanova (Russisch: Альбина Геннадьевна Иванова) (Erenary - Tsjoevasjië, 16 mei 1977) is een Russische langeafstandsloopster, die zich gespecialiseerd heeft in de marathon en het veldlopen. Ze nam in totaal tweemaal deel aan de Olympische Spelen.

## Loopbaan
Mayorova-Ivanova schreef diverse marathons op haar naam, zoals de marathon van Dubai (2002), de marathon van Siberië (2003) en tweemaal de marathon van Nagano (2005, 2006). Haar persoonlijk record van 2:25.35 liep ze in 2003 op de Chicago Marathon, waar ze een vierde plaats behaalde.
In 2004 kwalificeerde Albina Ivanova zich voor de Olympische Spelen van Athene en eindigde hier op een 40e plaats in 2:47.23. In het jaar erop werd ze Russisch kampioene veldlopen. Op de Europese kampioenschappen van 2006 in Göteborg werd ze 23e in 2:42.02.
Vanaf het seizoen 2007 onderbrak Ivanova haar atletiekcarrière. Ze trouwde met Evgeniy Mayorov, een voormalige hardloper, en veranderde haar atletieknaam van Albina Ivanova in Mayorova. Ze kreeg ook haar eerste kind. In 2009 keerde zij terug in het wedstrijdcircuit en liep zij dat jaar drie marathons uit: ze werd zevende in de marathon van Rome in 2:30.21, werd vervolgens vierde in de marathon van San Diego en won ten slotte haar eerst wedstrijd in drie jaar door te zegevieren in de marathon van Singapore in 2:32.49, de op-één-na snelste tijd daar ooit gelopen.
In 2017 werd Mayorova door het Hof van Arbitrage voor Sport voor vier jaar geschorst vanwege het gebruik van doping (testosteron). Haar schorsing gaat met terugwerkende kracht in vanaf 28 juni 2016 en al haar prestaties tussen 14 maart 2016 en 28 juni 2016 worden geschrapt.
Mayorova is aangesloten bij de Cheboksary Army.

## Titels
- Russisch kampioene veldlopen (lange afstand) - 2005

## Persoonlijke records
| Onderdeel      | Prestatie | Datum            | Plaats      |
| -------------- | --------- | ---------------- | ----------- |
| 10.000 m       | 32.29,62  | 9 juli 2014      | Yerino      |
| 10 km          | 32.32     | 22 mei 2005      | Cleveland   |
| 20 km          | 1:07.50   | 20 februari 2011 | Yokohama    |
| halve marathon | 1:10.57   | 4 september 2010 | Tsjeboksary |
| 25 km          | 1:24.47   | 10 oktober 2004  | Chicago     |
| 30 km          | 1:42.00   | 10 oktober 2004  | Chicago     |
| marathon       | 2:23.52   | 11 maart 2012    | Nagoya      |

## Palmares

### marathon
- 2001:  marathon van Moskou - 2:39.16
- 2002:  marathon van Dubai - 2:33.31
- 2002:  marathon van Columbus - 2:29.58
- 2002:  marathon van Siberië - 2:30.21
- 2002:  marathon van Honolulu - 2:29.53
- 2002: 7e marathon van Turijn - 2:34.49
- 2003: 6e Boston Marathon - 2:30.57
- 2003: 4e Chicago Marathon - 2:25.35
- 2003:  marathon van Honolulu - 2:34.36
- 2004: 4e Londen Marathon - 2:27.35
- 2004: 40e OS - 2:47.23
- 2004: 5e Chicago Marathon - 2:28.22
- 2004:  marathon van Honolulu - 2:33.44
- 2005:  marathon van Nagano - 2:28.21
- 2005: 11e Chicago Marathon - 2:38.08
- 2005: 7e marathon van Las Vegas - 2:34.37
- 2006:  marathon van Nagano - 2:28.52
- 2006: 23e EK - 2:42.02
- 2006: 5e marathon van Honolulu - 2:39.44
- 2009:  marathon van Singapore - 2:32.49
- 2009: 7e marathon van Rome - 2:30.21
- 2010: 9e Boston Marathon - 2:31.55
- 2010: 7e Toronto Waterfront Marathon - 2:28.06
- 2011: 6e marathon van San Diego
- 2011: 5e marathon van Istanboel -2:31.16
- 2011: 6e marathon van Los Angeles - 2:36.43
- 2012:  marathon van Nagoya - 2:23.52
- 2012: 8e OS - 2:25.38
- 2013: 4e marathon van Tokio - 2:26.51
- 2013: 21e WK - 2:41.19
- 2014: 6e marathon van Tokio - 2:28.18
- 2014: 17e EK in Zürich - 2:33.45
- 2015: 8e marathon van Tokio - 2:34.21

### overige afstanden
- 2004:  Bay to Breakers in San Francisco (12 km) – 39.56

### veldlopen
- 2002: 28e WK (lange afstand) - 14.23